# Nanhermannia milloti
Nanhermannia milloti är en kvalsterart som beskrevs av Balogh 1961. Nanhermannia milloti ingår i släktet Nanhermannia och familjen Nanhermanniidae. Inga underarter finns listade i Catalogue of Life.